# Le Joueur de luth (Le Caravage)
Pour les articles homonymes, voir Le Joueur de luth.
Le Joueur de luth est un tableau de Caravage peint entre 1595 et 1596 et conservé au musée de l'Ermitage de Saint-Pétersbourg. Il s'agit d'une commande du marquis Giustiniani, l'un des plus grands amateurs de l'art du peintre lombard.
Typique de la première période de Caravage — qui s'est installé à Rome et qui commence à y rencontrer le succès auprès de commanditaires privés — le tableau représente un jeune musicien jouant du luth, tandis que devant lui un ensemble d'objets (partition, instrument de musique, vase de fleurs) forme une nature morte.
Il existe deux autres versions de ce tableau, l'une dans la collection Wildenstein (New York) et l'autre à la Badminton House dans le Gloucestershire en Angleterre. Aujourd'hui, on estime que la version Badminton House est la version originale. La version Hermitage et la version Badminton House ont été présentées ensemble lors d'une exposition à la Galerie Borghèse à Rome en 2020.

## Historique
Le tableau est probablement réalisé en 1595 ou 1596, c'est-à-dire pendant la période où Caravage réside à Rome, d'où il devra s'enfuir une dizaine d'années plus tard. Le commanditaire du tableau est le marquis Vincenzo Giustiniani, l'un des plus importants mécènes de la carrière de Caravage. Très au fait des arts de son temps, le marquis Giustiniani avait étudié la musique dans sa jeunesse auprès du compositeur Jacques Arcadelt, dont précisément une partition apparaît sur le tableau. C'est le baron Dominique Vivant Denon qui l'achète ensuite à la famille Giustiniani à l'époque napoléonienne, afin de le revendre en 1808 au tsar russe Alexandre Ier, pour être immédiatement confié au musée de l'Ermitage.
De 2016 à 2018, la toile bénéficie d'une restauration majeure — la première depuis sa création — qui permet de retirer d'épaisses couches de vernis et ainsi de redécouvrir notamment des couleurs jusqu'alors peu perceptibles.

## Description
Un jeune homme à la chevelure brune et bouclée ornée d'un foulard, portant une chemise blanche largement ouverte, est représenté à mi-corps derrière une table en marbre. Il joue du luth en regardant le spectateur ; sa bouche est légèrement ouverte révélant qu'il chante en s'accompagnant de son l'instrument. Sa beauté androgyne et la finesse de ses mains ont fait que Giovanni Pietro Bellori l'a décrit comme étant une femme.
Le musicien joue un madrigal de Jacques Arcadelt, Voi sapete ch'io v'amo (« Vous savez que je vous aime ») : la partition — qui ne laisse apparaître que la partie de basse continue, comme on le voit avec le mot Bassus sur la couverture du livre posé sous la partition — correspond en effet à celle de quatre madrigaux de cet auteur franco-flamand mort en 1568. Posé à droite sur la table et recouvrant partiellement la partition, un second instrument est représenté : il s'agit d'une viola da braccio, c'est-à-dire une sorte d'ancêtre du violon ou de l'alto. À gauche sur la table, des fruits et légumes sont disposés en nature morte, devant un vase en verre transparent rempli de fleurs multicolores, sur lequel se reflète la lumière. Le fond du tableau est sombre et indistinct, mais le personnage lui-même est vivement éclairé, ainsi que les accessoires disposés devant lui.
Le traitement du thème laisse apparaître des détails symboliques notables, comme l'aspect froissé des partitions, les tavelures sur certains fruits ou encore la fissure dans le corps du luth, qui peut représenter l'amour défaillant.

## Autres versions
Deux versions — qui ne sont pas des copies exactes du tableau de Saint-Pétersbourg — sont particulièrement connues et posent certaines questions quant à leur attribution. En particulier, celle de la collection Wildenstein avait été proposée par d'éminents spécialistes comme une version autographe que Caravage réalise lui-même, après sa première version pour le marquis Giustiniani, à destination de son protecteur romain le cardinal del Monte. Cette version « del Monte », qui offre de notables différences avec la version « Giustiniani » (comme l'absence de tout vase de fleurs), pourrait dater d'environ l'année 1600. Sur la table devant le musicien sont disposés une viola da braccio à nouveau, mais aussi une épinette et une flûte à bec, instruments de valeur qui pouvaient appartenir à une personne fortunée comme l'était le cardinal ; quant à la partition, elle renvoie cette fois à des madrigaux dus à Francesco Layolle et à Giachetto Berchem.
Cependant, on considère aujourd'hui que la version dite Badminton House est l'œuvre originale de Del Monte.

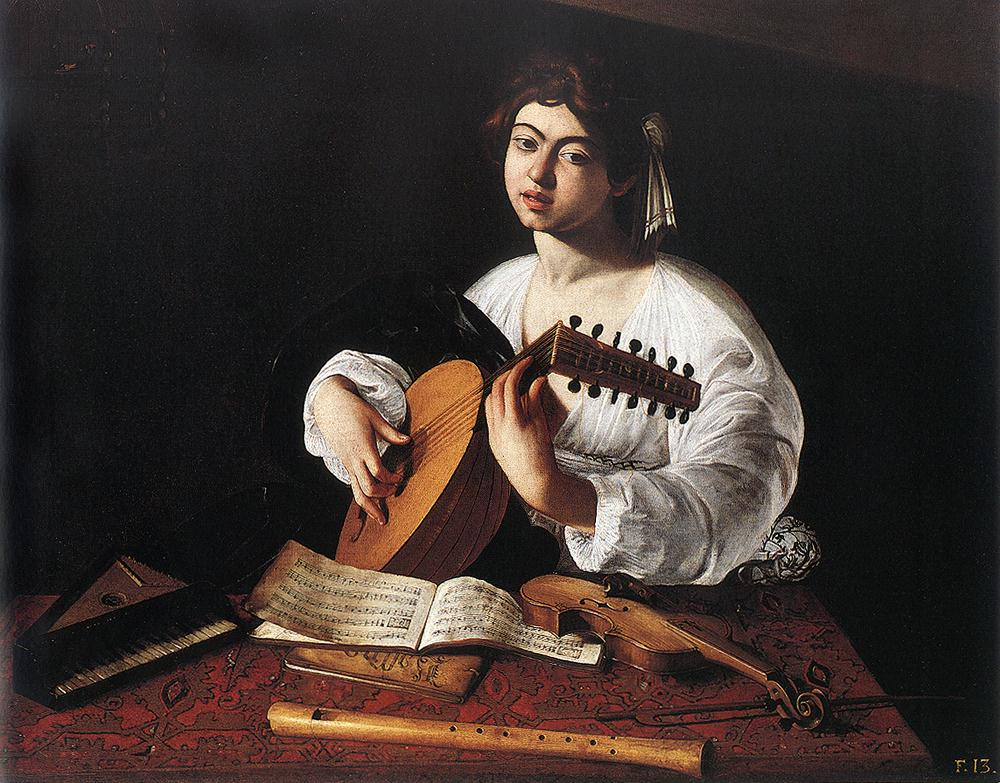
Le Joueur de Luth de la collection Wildenstein est parfois considéré comme une autre version de la main de Caravage, à destination du cardinal del Monte.
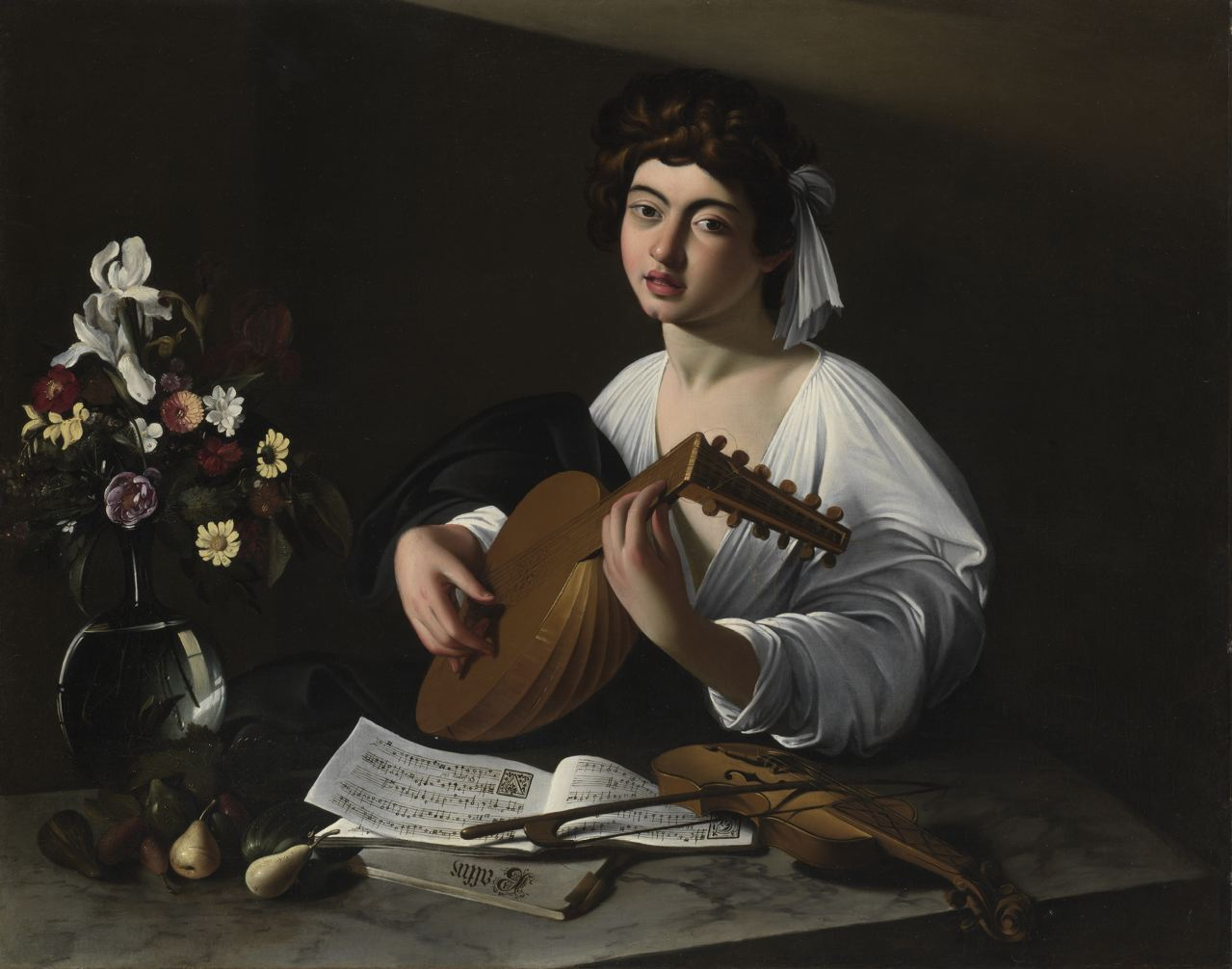
Le Joueur de luth, version Badminton House : son authenticité n'est plus remise sérieusement en question aujourd'hui. Au contraire, on suppose qu'il s'agit de l'œuvre originale.

## Postérité

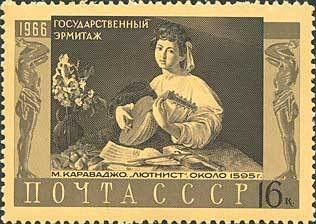
Timbre soviétique de 1966.

Les services des postes de l'URSS créent en 1966 un timbre à l'effigie du Joueur de luth de l'Ermitage, de même que ceux de l'Albanie en 1973 ou encore de l'émirat d'Ajman en 1968.

### Vidéographie
- (ru) Musée de l'Ermitage, « Юноша с лютней », sur YouTube,‎ 2017, présentation détaillée du tableau et de sa restauration en 2017, par le site du musée qui l'abrite.